# قنطريون حار الأوراق
القنطريون حار الأوراق أو القنطريون درابي الأوراق واسمه العلمي (باللاتينية: Centaurea drabifolia) نوع نباتي ينتمي إلى جنس القنطريون من الفصيلة النجمية.

## الموئل والانتشار
موطنه بلاد الشام وتركيا.

## مرادفات للاسم العلمي
- (باللاتينية: Phaeopappus drabifolius (Sm.) Boiss.)